# 1. slag ved St Albans
Det 1. slag ved St Albans, der blev udkæmpet den 22. maj 1455 i St Albans, 35 km nord for London, markerer traditionelt begyndelsen på Rosekrigene i England. Richard, hertug af York og hans allierede, Neville-jarlerne af Salisbury og Warwick, besejrede en kongelig hær under ledelse af Edmund Beaufort, hertug af Somerset, der dræb under slaget. Med kong Henrik 6. taget til fange udnævnte et efterfølgende parlament Richard af York til rigsforstander (Lord Protector).

## Baggrund
Da Henrik 6. i 1454 blev ude af stand til at regere på grund af psykisk sygdom, blev hans nærmeste voksne slægtning, Richard af York, kaldt tilbage til hoffet. Tilbage i 1447 var York blevet udnævnt til kongens stedfortræder i Irland, i realiteten et eksil væk fra England, mens Edmund Beaufort, hertug af Somerset, kongens favorit, der længede havde været Yorks rival, havde fået til embeden som kongens stedfortræder i Frankrig. Efter Somersets egen fiasko i Frankrig vendte York uventet tilbage til London med betydelig støtte, ikke kun fra adelen, hvoraf de fleste anerkendte Somersets inkompetente indsats i Frankrig, men også fra offentligheden. York præsenterede sig som en forkæmper for loven og opfordrede kongen til at retsforfølge Somerset og holde ham ansvarlig for hans fiaskoer. Han ønskede også at blive anerkendt som arving til den engelske trone, mens Henrik 6. var barnløs. York skabte i 1452 en væbnet styrke for at få problemet løst, og efter at have mødt krigsrådet og kongen, der desperat ønskede at undgå en konflikt, blev Yorks krav accepteret. York opløste sin hær som et resultat deraf, men blev kort efter arresteret og tilbageholdt som fange i tre måneder. En henrettelse blev undgået, da kongen var nervøs for at vække uro. Hertugen af York var meget populær og kendt som en æresmand. York blev først løsladt, efter at han havde indvilliget i at sværge en ed i Saint Paul's Cathedral om, at han aldrig igen ville gribe til våben mod kongen.
Efter at den engelske hær ledet af Sir John Talbot, 1. jarl af Shrewsbury, blev tilintetgjort i Slaget ved Castillion, blev Henrik 6. ramt af et fuldstændigt mentalt sammenbrud og blev ude af stand til at udføre sine kongelige opgaver. Somerset havde forsøgt at overtage kontrollen over landet og blive gjort sig til rigsforstander (Lord Protector) . Men Somerset undervurderede hertugen af Yorks indflydelse og popularitet, idet mange adelige medlemmer af rådet (herunder Yorks nærmeste allierede, hans svoger Richard Neville, jarl af Salisbury og Salisburys søn Richard, jarl af Warwick) var på Yorks side. Og dermed fik York opgaven med at regere England som rigsforstander og First Councillor of the realm, mens kongen forblev ude af stand til at regere. Han brugte denne stilling til at slå til mod sin hovedrival og udtrykke den bitterhed, der var ophobet sig gennem årene, og derfor blev hertugen af Somerset fængslet. Det var i løbet af disse 14 måneder, at konfliktens fraktioner tydeligt dannede sig. Der var andre konflikter ud over den mellem hertugerne af York og Somerset. Faktisk havde de to rigeste og mest fremtrædende familier i Nordengland, Percy og Neville familierne, deres egen konflikt. Percy-familien var, og er stadig den dag i dag, jarler af Northumberland. Neville-familien holdt både Salisbury og Warwick (modtaget gennem deres kones ret ) og de var en af de rigeste familier i hele England. Neville-familien var også beslægtet med hertugen af York gennem ægteskab, da hertuginden af York var Cecily Neville, søster til jarlen af Salisbury. En stor del af striden handlede om land og penge, men begge valgte tydeligt deres side, Percy-familien for Somerset og Neville-familien for York.
Ved julen i 1454 havde kong Henrik kommet sig efter sin sygdom, og dermed forsvandt grundlaget for Yorks autoritet. Somerset blev løsladt og fin sin tidligere magtposition tilbage. Efter at have indkaldt hoffet i Westminster igen i midten af april 1455 besluttede Henrik og et råd af adelsmænd at holde et stort rådsmøde i Leicester. York og hans nærmeste allierede forventede, at Somerset ville retter anklager mod dem ved denne forsamling. De samlede et væbnet følge og marcherede af sted for at stoppe det kongelige følge i at nå Leicester ved at afskære dem ved St Albans.

## Slagets gang
Lancaster-hæren på 2.000 tropper ankom først til St Albans under ledelse af Humphrey Stafford, hertug af Buckingham, og gjorde klar til at forsvare byen ved at placere tropper langs Tonman Ditch og ved barerne i Sopwell Lane og Shropshire Bane. Ændringen af Buckingham i stedet fir Somerset som hærens leder var blevet besluttet af Henrik 6. i sidste øjeblik, hvad enten det var af frygt for Somersets tidligere fiaskoer eller på grund af fjendskabet til hertugen af York. Den 7.000 mand store York-hær ankom og slog lejr i Keyfield mod øst. Langvarige forhandlinger fulgte med herolder, der bevæger sig frem og tilbage mellem de rivaliserende hærførere. Efter et par timer troede man i York-lejren, at kong Henrik 6. ikke vidste noget om forhandlingsbrevene.
Hertugen af York havde gjort sine intentioner klare: Han ville have Somerset straffet og derefter henrettet. I en besked til Henrik 6. erklærer han:
"... overgiv Jer til os som vi ønsker, og gør ikke modstand indtil vi har ham, som forjener døden."
Det spil som York var i gang førte ham ud på dybt vand, da han krævede meget af kongen og selv bestemte reglerne. Selve handlingen med at vise en sådan aggressiv styrke over for kongen var forræderisk, men hans popularitet fastholdt Yorks selvsikkerhed og støtte. I et anfald af ukarakteristisk regentskab nægtede Henry og svarede:
"Ved den tro som jeg skylder Sankt Edvard og Englands krone vil jeg tilintetgøre enhver mors søn, og de vil blive hængt, trukket og sønderlemmet."
Efter flere timer måtte Richard opgive håbet om en fredelig løsning, og han besluttede at angribe. Selvom hans hær måske havde været uvillig til at angribe kong Henrik, kunne hans kongefane ikke ses, og den kunne endda have været skødesløst anbragt op ad en mur af kongens fanebærer, jarl af Wiltshire. Hovedparten af Henriks styrker blev overrasket over Richards pludselig angreb. Det meste af hæren forventede en fredelig opløsning svarende til den ved Blackheath i 1452. To frontangreb af York-hæren ned ad de smalle gader mod barrikaderne nær St Peter's Church, hvis forsvar blev ledet af Lord Clifford, gjorde imidlertid ingen fremskridt og resulterede i store tab for York-hæren. Hele slaget varede ikke længere end en halv time og skyldtes hovedsagelig det overraskelsesmoment, som en styrke under Warwick havde forberedt ved at angribe byen der, hvor Lancaster-hæren var uforberedte.
Warwick førte en reservestyrke gennem en ubevogtet del af byens forsvar gennem sidegader og haver. Pludselig dukkede jarlen op på torvet, hvor hoveddelen af Henriks tropper stod og talte og hvilte sig. Der er beviser for, at de endnu ikke forventede at blive involveret i kampene, da mange ikke engang havde taget deres hjelme på. Warwick angreb straks med sin styrke og jog Lancaster-tropperne på flugt. Somerset, der var helt bevidst om, at York aldrig ville lade ham gå, havde søgt tilflugt i Castle Inn. Da York-tropperne omringede bygningen, besluttede Somerset at forsøge at kæmpe sig ud. Han løb ud på hovedgaden over forsvarernes lig og dræbte fire mænd, før han blev hugget ned. Jarlen af Northumberland blev dræbt i forsøget på at søge til tilflugten i Castle Inn. Lord Clifford, en af Northumberlands allierede, blev hacket til døde på hovedgaden.
På jarlen af Warwicks ordre skød hans bueskytter derefter på mændene omkring kongen, dræbte flere og sårede kongen og hertugen af Buckingham. Lancaster-soldaterne, der havde bemandet barrikaderne, indså, at York-hæren havde overlistet dem, og af frygt for et angreb bagfra, opgav de deres positioner og flygtede væk fra byen.

## Resultat
Det 1. slag ved St Albans var relativt lille i militær sammenligning, med færre end 60 dræbte ud af cirka 5.000 kæmpende. Men politisk set var dette en fuldstændig sejr for York og Neville-familien. York havde taget kongen til fange og genophøjet sig selv til fuldstændig magt, mens Somerset og Neville-familiens rivaler i nord, Henry Percy, jarl af Northumberland, og Lord Clifford begge var faldet i slaget. Blandt de sårede var Buckingham, Thomas de Courtenay, jarl af Devon, Jasper Tudor (kongens halvbror) og Somersets søn Henry Beaufort, jarl af Dorset.  Den 26-årige jarl af Warwicks pludselige angreb og tapperhed begyndte hans berømte militære karriere og ville være med til at skabe hans ry som "Kongemageren".
Den næste dag eskorterede York kong Henrik tilbage til London. York blev udnævnt som Englands rigsforstander af parlamentet et par måneder senere.

## I litteraturen
Shakespeares historiske skuespil Henrik den Sjette, del 2 slutter med afslutningen af dette slag.
Treenighed (Trinity, kendt i USA som Margaret of Anjou), den anden bog i Rosekrigene-serien af Conn Iggulden, dramatiserer denne kamp som et øjeblik af ubeslutsomhed for Richard af York, men en stærk sejr for Neville-fraktionen i Neville-Percy fejden.

## Yderligere læsning
Burley, Elliott & Watson, The Battles of St Albans, Pen & Sword, 2007, ISBN 978-1-84415-569-9.